# كليمنت التاسع
البابا كليمنت التاسع (باللاتينية: Clemens IX) ـ (ولد في 28 يناير 1600 باسم جوليو روسبيليوسي ـ توفي في 9 ديسمبر 1669) هو بابا الكنيسة الكاثوليكية في الفترة من 20 يونيو 1667 وحتى وفاته سنة 1669.

## حياته
ولد جوليو روسبيليوسي (بالإيطالية: Giulio Rospigliosi) لأسرة نبيلة في بيستويا بدوقية توسكانيا العظمى، وتتلمذ على اليسوعيين. حصل على درجة الدكتوراه في الفلسفة من جامعة بيزا ودرّس علم اللاهوت بها، ثم عمل إلى جوار البابا أوربان الثامن (1623 ـ 1644) الذي عينه قاصدًا رسوليًا إلى إسبانيا، كما ولاه مناصب أخرى رفيعة. عين أيضًا كاهنًا لكاتدرائية سانتا ماريا ماجوري في روما.
كان روسبيليوسي أديبًا جيدًا، له عدد من القصائد والكتابات الدرامية، وقد ظل في موقعه قاصدًا رسوليًا إلى البلاط الإسباني في عصر البابا إينوسنت العاشر (1644 ـ 1655)، رغم عداء الأخير لآل باربريني ـ عائلة البابا السابق ـ وكل من يدورون في فلكها. وعندما تبوأ البابا ألكسندر السابع (1655 ـ 1667) كرسي البابوية، عاد روسبيليوسي ثانية إلى حظوة البابوية، وعين عام 1657 كاردينالًا لكنيسة سان سيستو فيكيو ووزيرًا لخارجية الدولة البابوية. وبعد وفاة ألكسندر السابع سنة 1667، انتهى المجمع الكنسي الذي دام لثمانية عشر يومًا إلى انتخاب روسبيليوسي لمنصب البابا، فاتخذ اسم "كليمنت التاسع"، ولم تدم بابويته إلا عامين ونصف لم يحدث فيها الكثير من الأحداث الجسام.
عمل كليمنت التاسع على تعزيز دفاعات البندقية في جزيرة كريت أمام الهجمات العثمانية، غير أنه فشل في حشد تأييد كبير لهذه المهمة، وعقب تلقيه أنباء سقوط قلعة كانديا البندقية في كريت في أيدي العثمانيين، استسلم كليمنت التاسع للمرض في أواخر أكتوبر 1669، ولم يلبث أن توفي في ديسمبر من العام ذاته، ودفن في قبر فخم بناه له خليفته كليمنت العاشر في كاتدرائية سانتا ماريا ماجوري.

## روابط خارجية
- كليمنت التاسع على موقع الموسوعة البريطانية (الإنجليزية)
- كليمنت التاسع على موقع ميوزك برينز (الإنجليزية)
- كليمنت التاسع على موقع إن إن دي بي (الإنجليزية)